# Region Północno–Wschodni
Region Północno–Wschodni – jeden z szesnastu regionów Ghany, wydzielony w 2018 roku z Regionu Północnego. Według spisu z 2021 roku liczy 658 903 mieszkańców. Stolicą regionu jest Nalerigu. 

## Podział administracyjny
W jego skład wchodzi 6 dystryktów:
- Okręg miejski East Mamprusi
- Okręg miejski West Mamprusi
- Dystrykt Bunkpurugu
- Dystrykt Yonyoo-Nasuan
- Dystrykt Mamprugu-Moagduri
- Dystrykt Chereponi